# 笋锥螺
笋锥螺又名錐螺、九層螺（学名：Turritella terebra）为锥螺科锥螺属的动物。分布于菲律宾、日本以及中国大陆的福建、广东、海南等地，生活环境为海水，多见于较深的泥沙质海底。其生存的海拔范围为-40至-20米。